# Bořanovice
Bořanovice (deutsch Borschanowitz) ist eine Gemeinde in Tschechien. Sie liegt zwölf Kilometer nördlich des Stadtzentrums von Prag an dessen Stadtgrenze und gehört zum Okres Praha-východ.

## Geographie

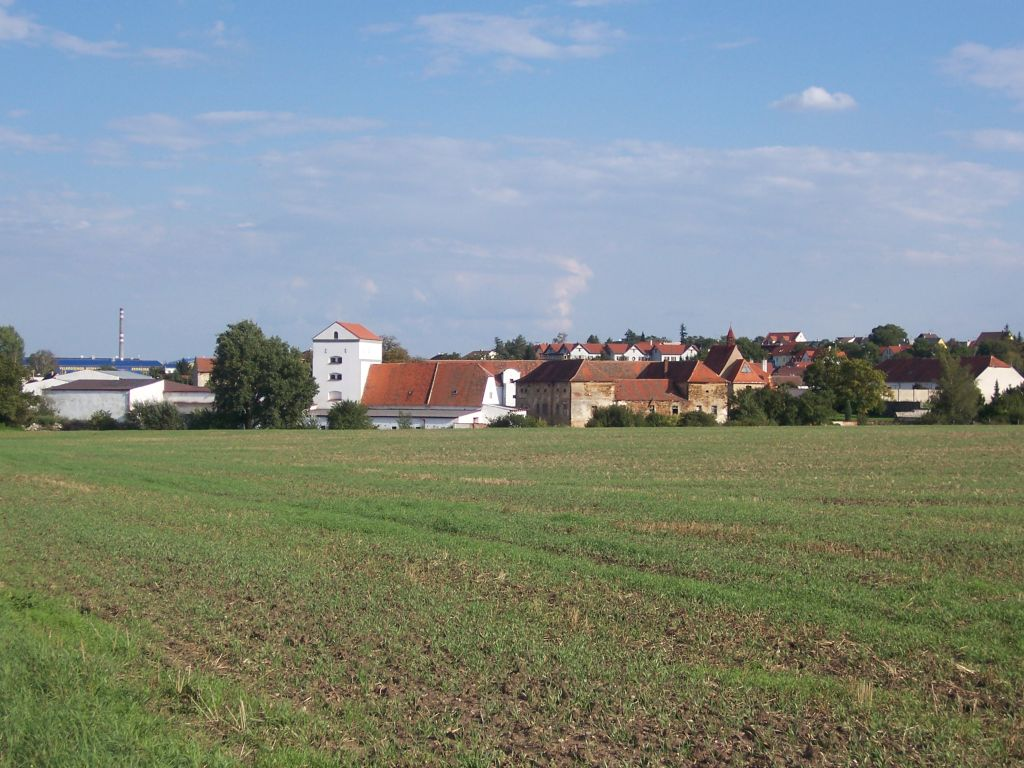
Ortsansicht

Bořanovice befindet sich auf der Böhmischen Tafel in der Quellmulde des Líbeznický potok. Westlich des Dorfes verläuft die Autobahn D 8/E 55. Dort liegt auch die Abfahrt 1 "Zdiby". Nördlich führt die Staatsstraße 9 von Líbeznice zur Autobahn.
Nachbarorte sind Bašť im Norden, Líbeznice im Nordosten, Hovorčovice im Osten, Třeboradice im Südosten, Březiněves im Süden, Dolní Chabry und Zdiby im Südwesten, Zdibsko und Klecany im Westen sowie Sedlec im Nordwesten.

## Geschichte
Die erste schriftliche Erwähnung von Bořanovice stammt aus einer mit 1227 datierten Přemysl Otakars I., in der das Dorf dem Nonnenkloster St. Georg auf dem Hradschin übergeben wurde. Diese Urkunde als nachträgliches Falsifikat des Klosters zum Nachweis des Besitzes erstellt worden. Bis ins 16. Jahrhundert blieb Bořanovice klösterlicher Besitz. Ab 1576 sind die Bořanovský von Bytíška als Besitzer belegt. Dieses ursprünglich aus Mähren stammende Geschlecht benannte sich nach dem Dorf.
1609 erwarb Rudolf von Lidlov die Güter. Er überschuldete sich und musste Bořanovice an Zdeňek Smolík von Slavice verpfänden. Dessen nachgelassene Güter wurden 1622 nach der Schlacht am Weißen Berg konfisziert. Entsprechend dem Wunsch der Äbtissin Sophie Albin von Helfenburg wurde Bořanovice 1663 dem Kloster erblich übertragen und den klösterlichen Gütern in Panenské Břežany angeschlossen. Nach der Aufhebung des Klosters im Zuge der Josephinischen Reformen wurde der Hof Bořanovice 1782 parzelliert. Bis 1848 blieb Bořanovice zur Herrschaft Panenské Břežany untertänig.
Nach der Aufhebung der Patrimonialherrschaften waren Bořanovice und Pakoměřice Ortsteile der Gemeinde Sedlec im Bezirk Karlín. 1922 entstand die Gemeinde Bořanovice, zu der seitdem der Ortsteil Pakoměřice gehört. Ab 1928 gehörte die Gemeinde zum Bezirk Praha-venkov, ab 1946 zum Okres Praha-sever und seit 1961 zum Okres Praha-východ.
Seit 1998 führt Bořanovice ein Wappen. Der Ortsteil Bořanovice besteht heute aus 118 Häusern, in Pakoměřice sind es 131.

## Gemeindegliederung
Die Gemeinde Bořanovice besteht aus den Ortsteilen Bořanovice (Borschanowitz) und Pakoměřice (Pakomierschitz). Beide Teile sind zu einem geschlossenen Bebauungsgebiet zusammengewachsen.

## Sehenswürdigkeiten
- Schloss Pakoměřice, der vierflügelige Bau entstand im 17. Jahrhundert aus einer Feste. Bis zum Bau des Schlosses Měšice war es der Hauptsitz der Familie Nostitz-Rieneck.
- Kirche Mariä Wiegenfest in Pakoměřice, das ursprünglich gotische Bauwerk und seit 1352 nachweisbare wurde in der zweiten Hälfte des 18. Jahrhunderts barock umgestaltet.
- Leichenhalle, aus der zweiten Hälfte des 18. Jahrhunderts, mit barockem Fresko "Kreuzigung Christi"
- Reste der Brauerei
- Pfarrhaus, aus dem Ende des 18. Jahrhunderts

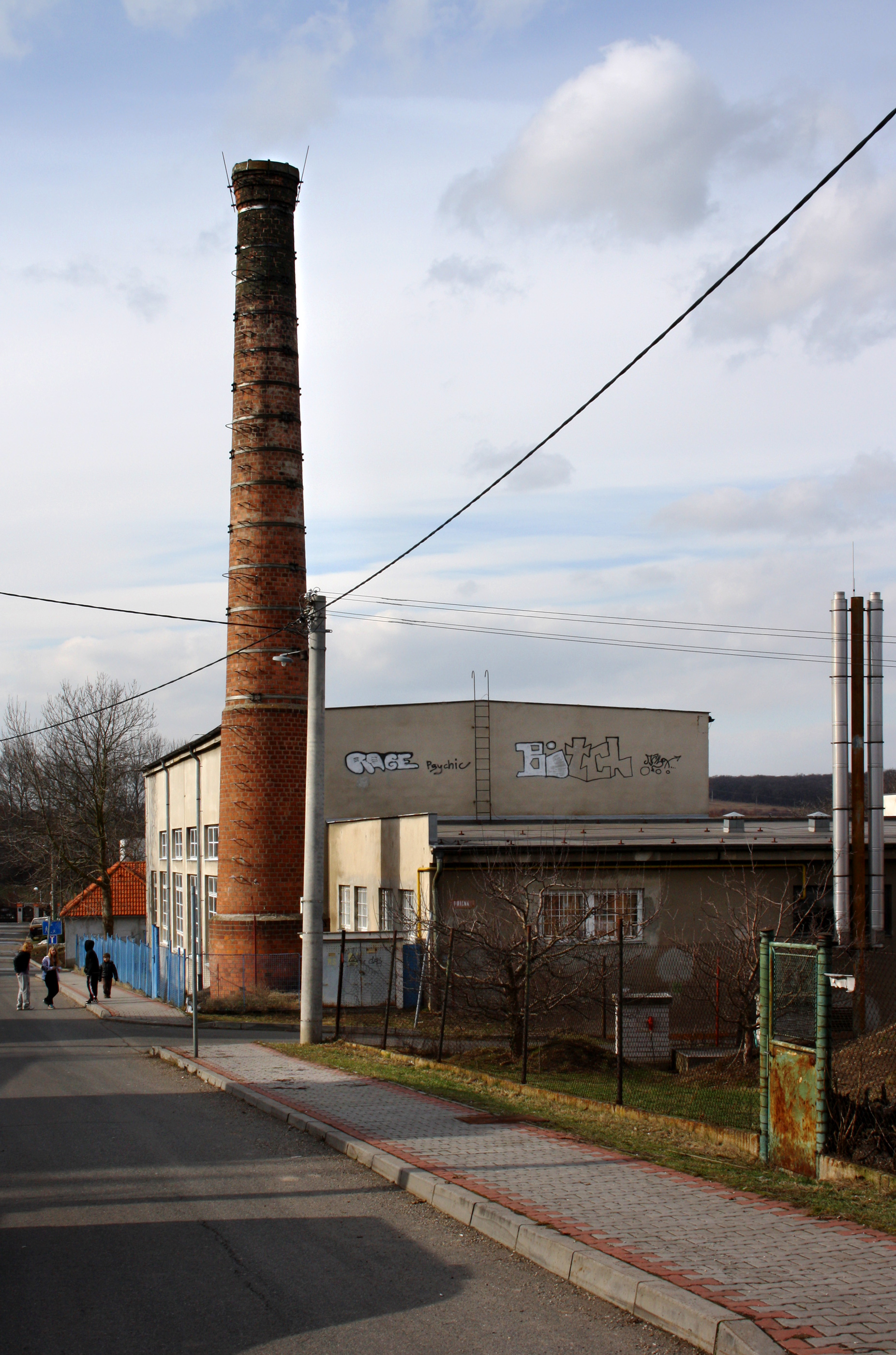
Reste der Brauerei
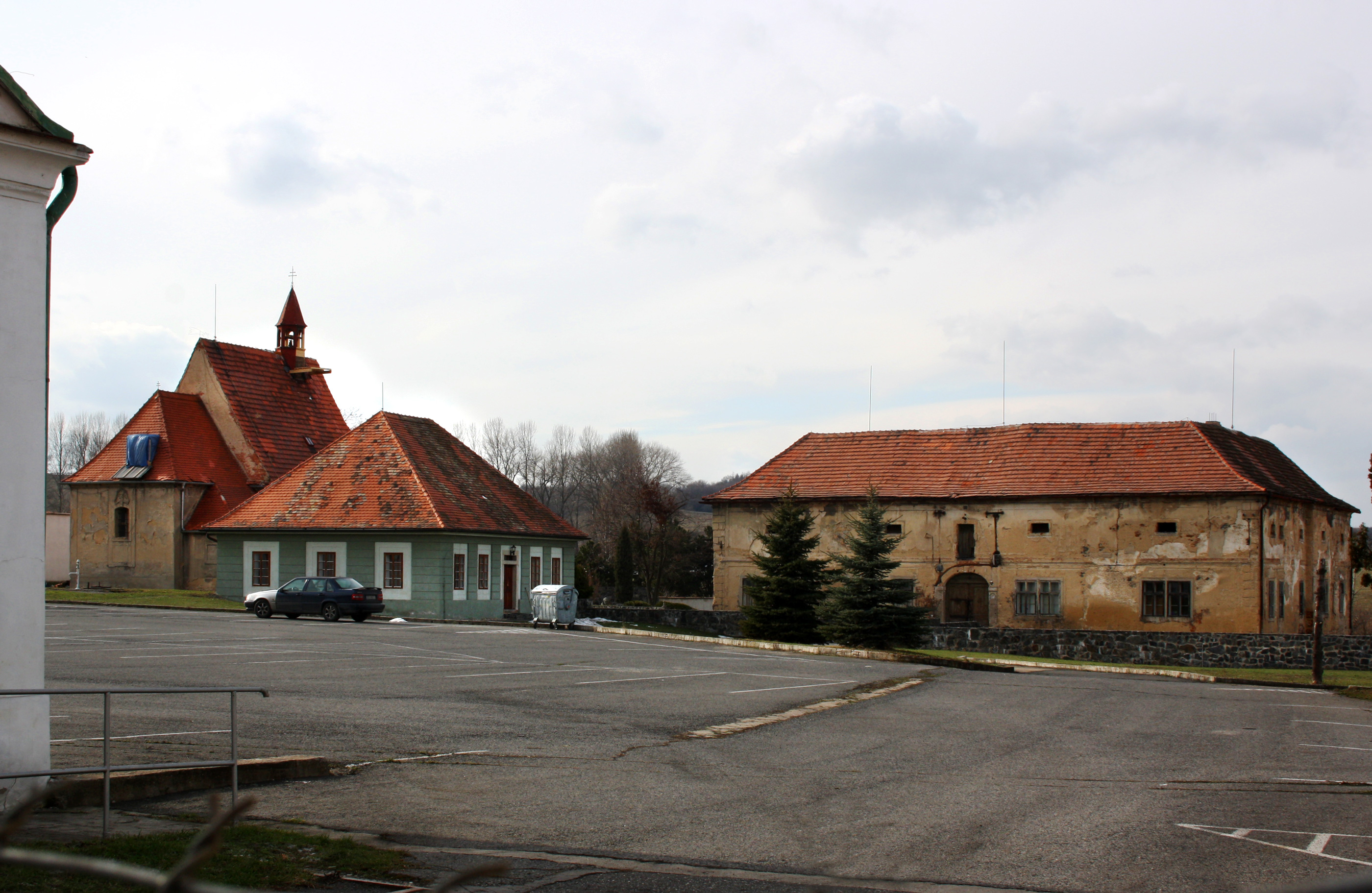
Schloss Pakoměřice